# Bösdorf (Szlezwik-Holsztyn)

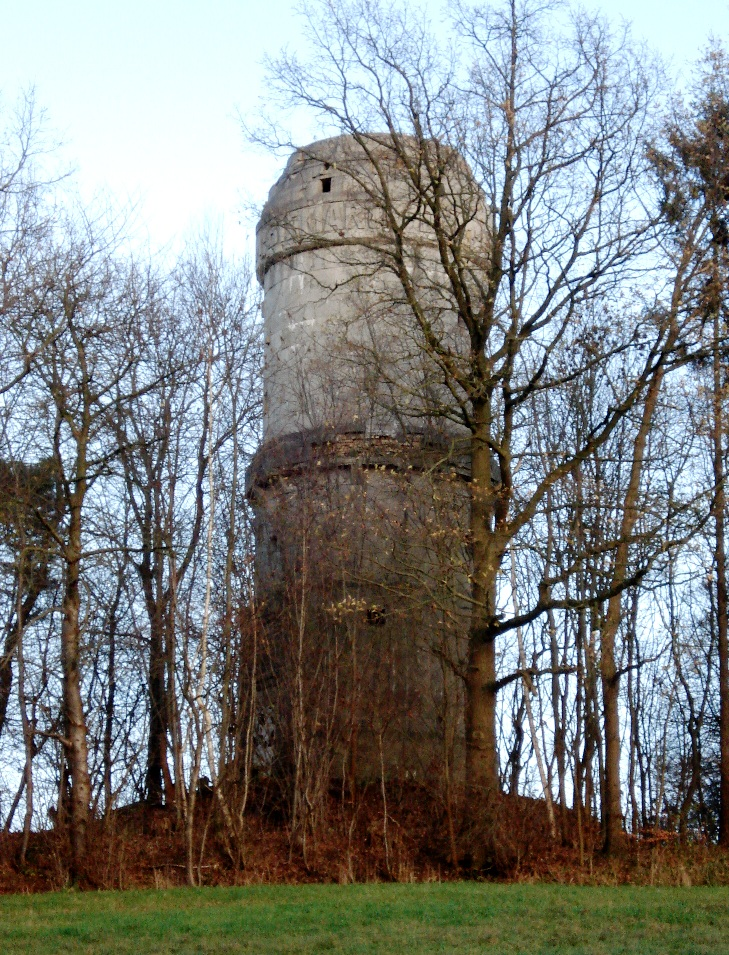
Bismarcksaeule Waldshagen

Bösdorf – miejscowość i gmina w Niemczech w kraju związkowym Szlezwik-Holsztyn, w powiecie Plön. Do 31 grudnia 2013 wchodziła w skład urzędu Großer Plöner See.